# Зустріч біля високих снігів
«Зустріч біля високих снігів» (рос. Встреча у высоких снегов) — радянський трисерійний телефільм 1981 року, знятий режисером Зиновій Ройзман на кіностудії «Узбекфільм».

## Сюжет
Телесеріал за мотивами повісті Ульмаса Умарбекова «Зустріч». Джума Саїдов з вини багатія Аппанбая потрапив на каторгу. Через роки він повернувся до рідних місць і взяв участь у боротьбі з басмачами.

## У ролях
- Назім Туляходжаєв — Джума Саїдов
- Лесь Сердюк — Костянтин Зубов
- Наталія Бражникова — Зубова
- Ато Мухамеджанов — Аппанбай
- Джавлон Хамраєв — Утанбай (Назарбай)
- Гуля Астанова — Ортікбуш, молода дружина Джумы
- Фархад Хайдаров — Шакір, слуга Аппанбая
- Валерій Ольшанський — Феофанов, командир роти, більшовик
- Август Балтрушайтіс — Тимоха («Серьга»), ватажок зграї розбійників
- Валерій Козинець — Матвій Колосов, більшовик
- Валерій Захар'єв — Греков, взводний, більшовик
- Зиновій Гердт — Натан
- Ісамат Ергашев — Сабір Шукуров, червоноармієць-чекист
- Баходир Юлдашев — Мухтаров
- Шухрат Іргашев — Шадман, мисливець
- Мурад Раджабов — Ураз
- Матлюба Алімова — Зебо, дружина Ураза
- Ф. Ахунов — Худояров
- Джамал Хашимов — Хамідов, червоноармієць-чекист
- Меліс Абзалов — Тухтаєв, червоноармієць-чекист
- Джанік Файзієв — Худайберди
- Отабек Ганієв — Салім
- Віктор Маркін — царський чиновник
- Валерій Миронов — роль другого плану
- А. Шакіров — роль другого плану
- Обіджан Юнусов — батько Джуми
- Рустам Тураєв — Баходир, пастух Утанбая
- Віктор Перевалов — засланий у вагоні
- А. Єфімов — роль другого плану
- Костянтин Бутаєв — роль другого плану
- Сергій Піжель — злодій-каторжанин
- Володимир Юр'єв — злодій-каторжанин «шістка»
- С. Пєстов — роль другого плану
- Петро Горін — царський офіцер
- Віктор Терехов — пристав Салтиков
- Салім Ахунджанов — роль другого плану
- Турсун Імінов — роль другого плану
- Саїдмурад Зіяутдінов — Мулабек, колишній басмач
- Сейдулла Молдаханов — червоний командир
- Нілуфар Ергашева — роль другого плану
- Георгій Канатьєв — працівник штабу
- Д. Реджиметова — роль другого плану
- Володимир Солопов — червоний командир
- Заур Ватаєв — син мисливця Шаднама
- А. Мухамедов — роль другого плану
- Хікмат Гулямов — роль другого плану
- Тухтасин Мурадов — роль другого плану
- Володимир Теппер — червоноармієць
- Олександр Колмогоров — роль другого плану
- З. Каюмов — роль другого плану
- Шаріф Кабулов — басмач
- Олександр Дубровін — червоний командир
- Шукур Ходжаєв — роль другого плану
- Зухрітдін Режаметов — роль другого плану
- Вадим Іванов — Анісімов, червоний командир
- Р. Утешев — роль другого плану
- Рашид Садиков — роль другого плану
- Машраб Юнусов — мула
- Г. Азімшанова — роль другого плану
- І. Травицька — роль другого плану
- Петро Аміров — роль другого плану
- Е. Юсупов — роль другого плану

## Знімальна група
- Режисер — Зиновій Ройзман
- Сценаристи — Артур Макаров, Ульмас Умарбеков
- Оператор — Леонід Травицький
- Композитор — Руміль Вільданов
- Художник — Емонуель Калонтаров